# 玉环新闻网

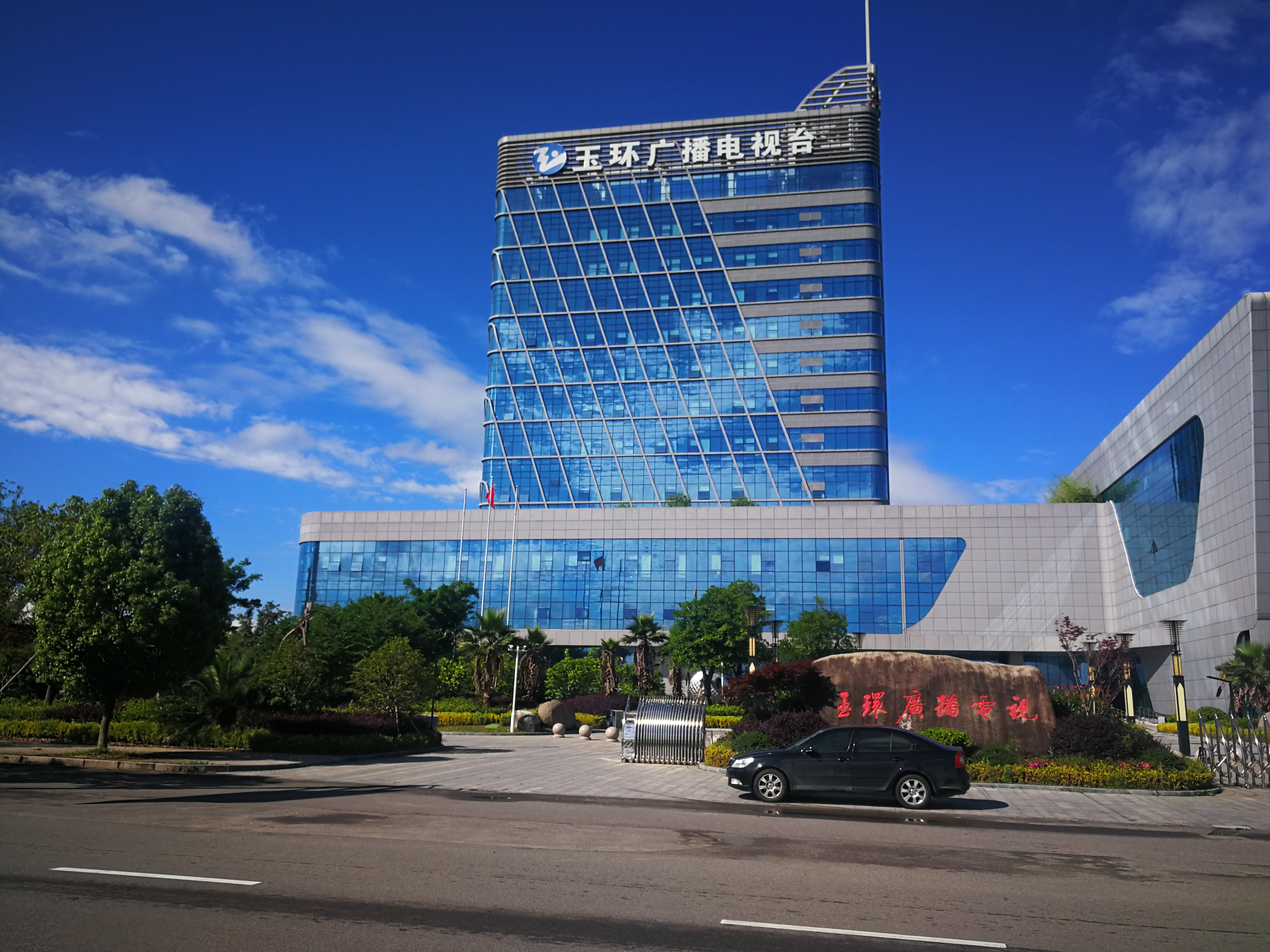
网站办公地点：玉环市传媒中心

玉环新闻网，前称中国玉环新闻网，是中华人民共和国浙江省台州市玉环市的一个新闻网站。现由玉环市传媒中心主办，口号是“玉环第一门户 第一网媒”，是浙江在线的一个支站。

## 特点
2003年12月，中国玉环新闻网获浙江省网络办公室批复允许建立。该网站2004年4月27日上午正式开通，主办单位为玉环市人民政府新闻办公室，主要栏目包括介绍、报道玉环以及海岛渔区的风情习俗、民间节会等内容。是台州市首家县级新闻网站。2007年，该网站庆祝建网三周年。
2017年11月玉环市传媒中心成立，中国玉环新闻网隶属于新成立的传媒中心。2019年4月27日至28日，“2019年浙江县市区新媒体发展论坛”在玉环市传媒中心举行。这次论坛由中国共产党浙江省委员会网信办等机构联合指导，由浙江在线新闻网站主办，玉环市传媒中心承办。这次论坛恰逢玉环新闻网成立15周年，玉环新闻网首页也正式改版上线。

## 外部連結
- 官方网站
- 玉环新闻网的新浪微博